# Halahult
Halahult är en ort i Åryds socken i  Karlshamns kommun i Blekinge län. Orten klassades som småort till och med 2005. Från 2015 avgränsar SCB här åter en småort.
Halasjö AIF heter idrottsföreningen som har sin natursköna idrottsplats Öjavallen insprängd mellan berget och sjön. Dock har fotbollslaget varit inaktivt sedan 2010.
Vid orten finns en fornminnesplats med offerlund och hällristning i form av skålgropar och runrad.

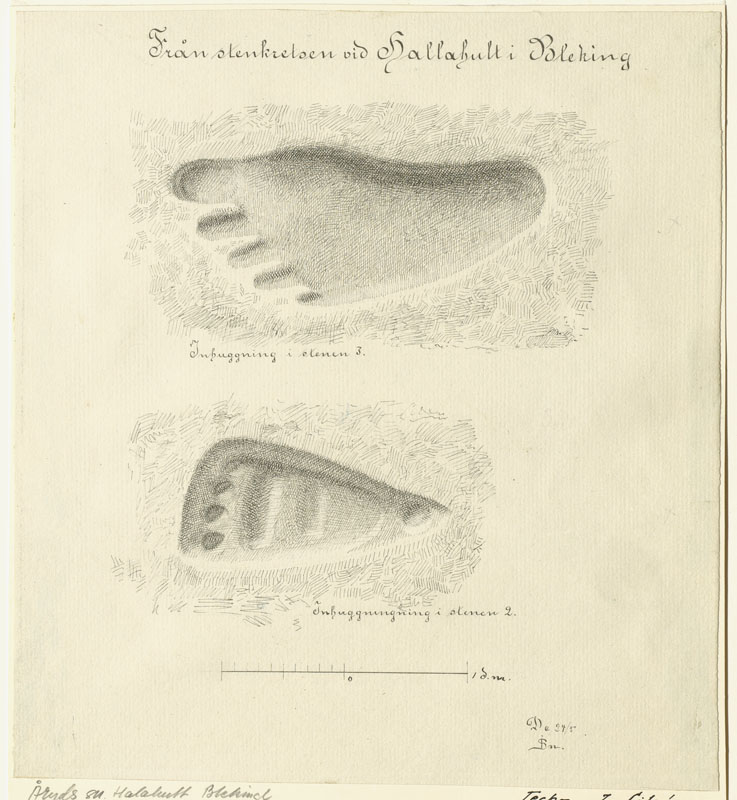
Teckning av inristade fotsulor på ett av stenblocken.